# Orthonevra morini
Orthonevra morini är en tvåvingeart som först beskrevs av Ante Vujic 1999.  Orthonevra morini ingår i släktet glansblomflugor, och familjen blomflugor. Inga underarter finns listade i Catalogue of Life.